# Pasias
Pasias es un género de arañas cangrejo de la familia Thomisidae. El género de distribuye únicamente en el continente asiático.

## Especies
- Pasias luzonus Simon, 1895
- Pasias marathas Tikader, 1965
- Pasias puspagiri Tikader, 1963